# Margot Hielscher
Margot Hielscher (Berlin, 1919. szeptember 29. – München, 2017. augusztus 20.) német énekesnő, színésznő.
Az 1957-es Eurovíziós Dalfesztiválon a Telefon, Telefon című dallal vett részt, mellyel a negyedik helyen végzett. A következő évben a Für Zwei Groschen Musik című dallal indult és hetedik lett a versenyben.

## Dalai
- Ich sage ja (1942)
- Frauen sind keine Engel (1943)
- Anette (1951)
- Frère Jacques (1951)
- Schau in meine Augen (1952)
- Das Schwabinglied (1955)
- Telefon, Telefon (1957)
- Für zwei Groschen Musik (1958)

## Filmjei

### Mozifilmek
- Egy királynő szíve (Das Herz der Königin) (1940)
- Isten veled, Franciska! (Auf Wiedersehn, Franziska!) (1941)
- Der Hochtourist (1942)
- Nem angyalok az asszonyok (Frauen sind keine Engel) (1943)
- Liebespremiere (1943)
- Muzsikál a múlt (Reise in die Vergangenheit) (1943)
- Das Lied der Nachtigall (1944)
- In flagranti (1944)
- Der Täter ist unter uns (1944)
- Shiva und die Galgenblume (1945)
- Spuk im Schloß (1947)
- Dreimal Komödie (1949)
- Hallo, Fräulein! (1949)
- Der blaue Strohhut (1949)
- Liebe auf Eis (1950)
- Der Teufel führt Regie (1951)
- Nachts auf den Straßen (1952)
- Az ördög hármat tesz (The Devil Makes Three) (1952)
- Heimweh nach dir (1952)
- Halálugrás (Salto Mortale) (1953)
- Die vertagte Hochzeitsnacht (1953)
- Schlagerparade (1953)
- Jonny rettet Nebrador (1953)
- Bei Dir war es immer so schön (1954)
- Nel gorgo del peccato (1954)
- Die Mücke (1954)
- Anastasia - Die letzte Zarentochter (1956)
- Hoch droben auf dem Berg (1957)
- Mörderspiel (1961)
- Das schwarz-weiß-rote Himmelbett (1962)
- Wälsungenblut (1965)
- Bleib sauber, Liebling (1971)
- Frau Wirtins tolle Töchterlein (1973)
- Der Zauberberg (1982)
- Doktor Faustus (1982)

### Tv-filmek
- Staatsbegräbnis (1956)
- Des Broadways liebstes Kind (1969)
- Flirt von gestern (1975)
- Die Kette (1977)
- Reichshauptstadt privat (1987)
- Wilder Westen, inclusive (1988)

### Tv-sorozatok
- Tales of the Vikings (1959, egy epizódban)
- Salto mortale (1969, nyolc epizódban)
- Suchen Sie Dr. Suk! (1972, 13 epizódban)
- Gestern gelesen (1973, egy epizódban)
- Fuchs & Fuchs & Co. (1975)
- Dr. med. Mark Wedmann - Detektiv inbegriffen (1974, kilenc epizódban)
- Hundert Mark (1975)
- Két férfi, egy eset (Ein Fall für zwei) (1986, két epizódban)
- Dortmunder Roulette (1988)
- Rivalen der Rennbahn (1989, 11 epizódban)
- Ein Heim für Tiere (1992, egy epizódban)
- Der Nelkenkönig (1994)